# 千歳町 (台北市)
千歳町（ちとせちょう）は、日本統治時代の台湾における台北市の行政区画。一丁目から三丁目までで構成された。台北城南門の外側に位置し、新栄町の南方にあった。現在の中正区の、羅斯福路（ルーズベルト路）二段、南海路、寧波東街、寧波西街、植物園付近が千歳町に含まれる。

## 町内の施設
- 千歳町市場（現・南門市場（中国語版））